# Patrice Bouchet
Pour les articles homonymes, voir Bouchet.
Ne doit pas être confondu avec François Bouchet.
Patrice Jean Emmanuel Bouchet de Puyraimond est un astrophysicien français.

## Biographie
Patrice Bouchet est connu pour être un co-découvreur des anneaux de Neptune avec Reinhold Häfner et Jean Manfroid à l'Observatoire de La Silla (ESO) qui conduisaient un programme d'observation d'occultation d'étoile proposé par André Brahic, Bruno Sicardy et Françoise Roques de l'Observatoire de Paris-Meudon. 
Il est aussi reconnu pour ses observations infrarouges de la supernova SN 1987A dans le Grand Nuage de Magellan, et l'élaboration de la loi de l'extinction par les poussières dans le Petit Nuage de Magellan.
La Planète mineure (MP 4313) Bouchet est nommée d'après lui.